# پاتریک بلوسیه
پاتریک بلوسیه (فرانسوی: Patrick Blossier‎؛ زادهٔ ۲۳ سپتامبر ۱۹۴۶) فیلم‌بردار اهل فرانسه است.

## گزیدهٔ آثار

### سینما
- راهب (۲۰۱۱)
- بهشت است غرب (۲۰۰۹)
- روزهای افتخار (۲۰۰۶)
- تبر (۲۰۰۵)
- نور (۲۰۰۴)
- پرواززدگی (۲۰۰۲)
- آمین. (۲۰۰۲)
- وفاداری (۲۰۰۰)
- شهر دیوانه (۱۹۹۷)
- آخرالزمان کوچک (۱۹۹۳)
- ژاکوی نانتی (۱۹۹۱)
- جعبه موسیقی (۱۹۸۹)
- خیانت (۱۹۸۸)
- خانه‌به‌دوش (۱۹۸۵)

### تلویزیون
- بازگشتگان (۲۰۱۲ تاکنون)